# Nicola Moscona
Nicola Moscona, nato Nicolai Moscona (Atene, 23 settembre 1907 – Filadelfia, 17 settembre 1975), è stato un basso greco naturalizzato statunitense, attivo dagli anni trenta ai cinquanta del novecento.

## Biografia
Debuttò nel 1931 ad Atene ne Il barbiere di Siviglia e si esibì negli anni successivi in Grecia e Italia, dove era stato inviato dal governo greco per un perfezionamento. Nel 1937, a Milano, venne scritturato dal direttore del teatro Metropolitan, dove debuttò nello stesso anno come Ramfis in Aida, dando inizio a una lunga collaborazione con il massimo teatro americano durata 25 anni.
Nel 1938 fece ritorno in Europa, esibendosi alla Scala, al Maggio Musicale Fiorentino, Bologna e Londra, dove, nella Messa di requiem di Verdi, cantò per la prima volta con la direzione di Arturo Toscanini, con il quale collaborò poi frequentemente negli Stati Uniti. Fu ancora presente negli anni successivi in Italia, alla Scala e al Teatro dell'Opera di Roma.
Nel 1945 acquisì la cittadinanza statunitense e successivamente dedicò l'attività quasi esclusivamente al Met, dove apparve in ben 485 rappresentazioni che abbracciarono un vasto repertorio, comprendente l'Ottocento italiano e francese e alcuni titoli wagneriani. I ruoli più frequentati furono Raimondo, Sparafucile, Ramfis, Ferrando, Colline, Mefistofele.
Nel 1949 ritornò per un'unica stagione all'Opera di Atene, cantando in 14 recite ed esibendosi in un recital allo stadio alla presenza di 35000 spettatori. Dopo il ritiro dalle scene insegnò presso l'università di Filadelfia.

## Discografia

### Incisioni in studio
- Il trovatore, con Jussi Björling, Zinka Milanov, Leonard Warren, Fedora Barbieri, dir. Renato Cellini - 1952 RCA

### Registrazioni dal vivo
- Aida, con Gina Cigna, Giovanni Martinelli, Bruna Castagna, Carlo Morelli, dir. Ettore Panizza - dal vivo Met 1937 ed. Myto
- Messa di requiem (Verdi), con Zinka Milanov, Kerstin Thorborg, Helge Roswaenge, dir. Arturo Toscanini - dal vivo Londra 1938 ed. Testament
- La Gioconda, con Zinka Milanov, Giovanni Martinelli, Carlo Morelli, Bruna Castagna, dir. Ettore Panizza - dal vivo Met 1939 ed. Myto
- Messa di requiem (Verdi), con Zinka MIlanov, Bruna Castagna, Jussi Bjorling, dir. Arturo Toscanini - dal vivo Carnegie Hall 1940 ed. Melodram
- Il trovatore, con Jussi Bjorling, Norina Greco, Frank Valentino, Bruna Castagna, dir. Ferruccio Calusio - dal vivo Met 1941 ed. Myto/Urania
- Rigoletto, con Robert Weede, Hilde Reggiani, Bruno Landi, Bruna Castagna, dir. Ettore Panizza - dal vivo Met 1942 ed. Bongiovanni
- Lucia di Lammermoor, con Lily Pons, Jan Peerce, Frank Valentino, dir. Frank St.Leger - dal vivo Met 1942 ed. Lyric Distribution
- Boris Godunov (Pimen), con Ezio Pinza, Armand Tokatyan, Salvatore Baccaloni, Leonard Warren, dir. George Szell - dal vivo Met 1943 ed. Lyric Distribution
- Fidelio (Don Fernando), con Jan Peerce, Rose Bampton, Sider Belarsky, Harbert Janssen, Eleanor Steber, dir. Arturo Toscanini - dal vivo New York 1944 ed. RCA
- La Gioconda, con Stella Roman, Frederick Jagel, Leonard Warren, Bruna Castagna - dal vivo Met 1945 ed. Lyric Distribution
- La bohème, con Licia Albanese, Jan Peerce, Frank Valentino, Anne Mc Knight, dir. Arturo Toscanini - dal vivo Carnegie Hall 1946 ed. RCA
- Romeo e Giulietta, con Bidu Sayao, Jussi Bjorling, John Brownlee, dir. Emil Cooper - dal vivo Met 1947 ed. Myto
- La bohème, con Bidu Sayao, Jussi Bjorling, Frank Valentino, Mimì Benzel, dir. Giuseppe Antonicelli - dal vivo Met 1948 ed. Myto
- Lucia di Lammermoor, con Lily Pons, Ferruccio Tagliavini, Robert Merrill, dir. Pietro Cimara - dal vivo Met 1948 ed. Bensar
- Norma, con Maria Callas, Giulietta Simionato, Kurt Baum, dir. Guido Picco - dal vivo Città del Messico 1950 ed. Myto/Melodram/Urania
- Aida, con Maria Callas, Kurt Baum, Giulietta Simionato, Robert Weede, dir. Guido Picco - dal vivo Città del Messico 1950 ed. Eklipse/Archipel
- Faust, con Richard Tucker, Victoria de los Ángeles, Henri Noel, dir. Walter Herbert - dal vivo New Orleans 1953 ed. GOP/Legato Classics
- Don Carlo (Grande Inquisitore), con Richard Tucker, Jerome Hines, Ettore Bastianini, Eleanor Steber, Blanche Thebom, dir. Kurt Adler - dal vivo Met 1955 ed. Myto/Andromeda
- Lucia di Lammermoor, con Maria Callas, Giuseppe Campora, Enzo Sordello, dir. Fausto Cleva - dal vivo Met 1956 ed. Melodram